# Lukas Tulovic
Lukas Tulovic (* 15. Juni 2000 in Eberbach) ist ein deutscher Motorradrennfahrer.

## Karriere
Der 1,85 Meter große Lukas Tulovic, welcher serbischer Abstammung ist, begann seine internationale Karriere 2015 in der FIM CEV Moto2-Europameisterschaft im Alter von 15 Jahren. Der Erfolg ließ jedoch, weil Tulovic stets für finanziell schwache Teams antrat, auf sich warten, erst 2018 gelangen ihm zwei dritte Plätze.
Im selben Jahr durfte er immerhin sein Debüt in der Moto2-Weltmeisterschaft geben, als er bei den Großen Preisen von Spanien und Frankreich den verletzten Stammpiloten Dominique Aegerter bei Kiefer Racing ersetzte. Er wurde 20. und 23. Nachdem Aegerter im Herbst einen Wechsel zu Forward Racing bestätigte, wurde Tulovic als dessen Nachfolger verpflichtet für 2019. Davor allerdings bestritt er das Saisonfinale, den Großen Preis von Valencia für eben dieses Forward Racing Team als Ersatz für den verletzten Stefano Manzi. Er belegte den 20. Platz. Das Team setzte zu dieser Zeit noch Motorräder von Suter ein. 
2019 gab Tulovic sein Debüt als Stammfahrer, allerdings verlief das Jahr mit dem unter Geldnot leidenden Team Jochen Kiefers schlecht. Tulovic gelang zwar ein achter Startplatz beim Großen Preis von Katalonien, jedoch fuhr er  beim Dutch TT nur als 13. in die Punkte. Nachdem er in seinen ersten zehn Moto2-Rennen stets die Zielflagge gesehen hatte, kam er beim Großen Preis von Tschechien erstmals nicht ins Ziel. Am Saisonende wurde er 29., während Kiefer Racing seinen Moto2-Stammplatz verlor, nachdem Gresini Racing und Sepang Racing Team nun ein zweites Bike einsetzten. Da Tulovic auch kein neues Cockpit in einem anderen Team fand, war er gezwungen, die Serie zu wechseln.
Für 2020 wechselte der Eberbacher in den MotoE World Cup und fuhr dort für Herve Poncharals Tech-3-Team an der Seite des Italieners Tommaso Marcon. Zudem blieb er Mitglied des Kiefer Teams und man plante, in der Supersport-Weltmeisterschaft mit einer Yamaha anzutreten; zweiter Fahrer sollte der Österreicher Thomas Gradinger sein. Dieses Vorhaben scheiterte jedoch aus finanziellen Gründen. Tulovic kehrte mit Kiefer Racing in die FIM CEV Moto2 zurück. Im MotoE World Cup wurde er Gesamtelfter mit einem vierten Platz beim Großen Preis von Spanien und konnte Marcon mit 39 zu 33 Punkten teamintern besiegen. Allerdings brach Tulovic sich durch einen Sturz beim Großen Preis der Emilia-Romagna dem Mittelhandknochen, wodurch er drei Rennen in der Moto2-EM auslassen musste, die er mit einem Podestplatz in Estoril noch stark begonnen hatte und schlussendlich nur als 14. abschloss.
Auch 2021 fuhr Tulovic im MotoE World Cup und verblieb bei Tech 3, sein neuer Teamkollege war der ehemalige französische Supersport-Pilot Corentin Perolari. Zudem trat er auch in der Moto2-EM weiterhin an, wechselte allerdings zum LIQUI MOLY Intact SIC Junior Team. Sein Teamkollege war der Malaysier Adam Norrodin. Er wurde Gesamtdritter und bester Kalex-Fahrer. Zur Saison 2024 erhielt er keinen neuen Vertrag.
Tulovic ist Vegetarier.

## Sonstiges
Tulovic ist seit 2024 als Experte für Sky für die MotoGP aktiv.

## Statistik

### Erfolge
- 2022 – FIM CEV Moto2-Europameister

### In der Motorrad-Weltmeisterschaft
(Stand: Saisonende 2023)
| Saison | Klasse | Team                           | Motorrad | Rennen | Rennen | Siege | Zweiter | Dritter | Poles | Schn. Runden | Punkte | Position |
| ------ | ------ | ------------------------------ | -------- | ------ | ------ | ----- | ------- | ------- | ----- | ------------ | ------ | -------- |
| 2018   | Moto2  | Kiefer Racing                  | KTM      | 2      | 3      | –     | –       | –       | –     | –            | 0      | 33.      |
| 2018   | Moto2  | Foward Racing Team             | Suter    | 1      | 3      | –     | –       | –       | –     | –            | 0      | 33.      |
| 2019   | Moto2  | Kiefer Racing                  | KTM      | 19     | 19     | –     | –       | –       | –     | –            | 3      | 29.      |
| 2020   | MotoE  | Tech 3 E-Racing                | Energica | 7      | 7      | –     | –       | –       | –     | –            | 39     | 11.      |
| 2021   | MotoE  | Tech 3 E-Racing                | Energica | 7      | 7      | 1     | –       | –       | –     | –            | 62     | 8.       |
| 2022   | MotoE  | WithU GRT RNF MotoE Team       | Energica | 2      | 2      | –     | –       | –       | –     | –            | 10     | 19.      |
| 2023   | Moto2  | Liqui Moly Husqvarna Intact GP | Kalex    | 16     | 16     | –     | –       | –       | –     | –            | 12     | 24.      |
| Gesamt | Gesamt | Gesamt                         | Gesamt   | 54     | 54     | 1     | 0       | 0       | 0     | 0            | 126    |          |

### In der FIM-CEV-Moto2-Europameisterschaft
(Stand: Saisonende 2022)
| Saison | Team                              | Motorrad | Rennen | Rennen | Siege | Zweiter | Dritter | Poles | Schn. Runden | Punkte | Punkte | Ergebnis |
| ------ | --------------------------------- | -------- | ------ | ------ | ----- | ------- | ------- | ----- | ------------ | ------ | ------ | -------- |
| 2015   | Interwetten Fritze Tuning         | FTR      | 2      | 2      | –     | –       | –       | –     | –            | 0      | 0      | –        |
| 2016   | Fritze Tuning                     | FTR      | 9      | 11     | –     | –       | –       | –     | –            | 0      | 10     | 23.      |
| 2016   | Team Ciatti                       | Kalex    | 2      | 11     | –     | –       | –       | –     | –            | 10     | 10     | 23.      |
| 2017   | Forward Junior Team               | Kalex    | 11     | 11     | –     | –       | –       | 1     | –            | 57     | 57     | 9.       |
| 2018   | Team Wimu CNS                     | Tech 3   | 10     | 10     | –     | –       | 2       | –     | 1            | 80     | 80     | 8.       |
| 2020   | Kiefer Racing                     | Kalex    | 8      | 8      | –     | –       | 1       | –     | –            | 46     | 46     | 14.      |
| 2021   | Liqui Moly Intact SIC Junior Team | Kalex    | 11     | 11     | –     | –       | 6       | 1     | 1            | 135    | 135    | 3.       |
| 2022   | Liqui Moly Intact Junior Team     | Kalex    | 11     | 11     | 7     | 4       | –       | 6     | 2            | 255    | 255    | Meister  |
| Gesamt | Gesamt                            | Gesamt   | 73     | 73     | 7     | 4       | 9       | 7     | 4            | 583    | 583    |          |

## Verweise